# 弗朗齐歇克·韦塞利
弗朗齐歇克·韦塞利（捷克語：František Veselý，1943年12月7日—2009年10月30日），捷克男子足球运动员，司职前锋。他曾代表捷克斯洛伐克国家队参加1970年国际足联世界杯，结果队伍止步小组赛阶段。